# Acrossus depressus
Espèce
Acrossus depressus est une espèce d'insectes de l'ordre des coléoptères, de la famille des Scarabaeidae, de genre Acrossus.

## Répartition et habitat

### Répartition
Il est présent en France par exemple dans le Nord-Pas-de-Calais. 

## Systématique
L'espèce Acrossus depressus a été décrite par l'entomologiste allemand Johann Gottlieb Kugelann en 1792.

## Synonymie
Selon Catalogue of Life (1er août 2014)
- Acrossus nigrolineatus Dellacasa & Dellacasa, 2005
- Aphodius atramentarius Erichson, 1848
- Aphodius biceps Dallatorre, 1879
- Aphodius caminarius Faldermann, 1835
- Aphodius circumlineatus Schmidt, 1916
- Aphodius fennicus Zetterstedt, 1828
- Aphodius humeralis Kolbe, 1911
- Aphodius kolbeanus Schmidt, 1916
- Aphodius marginatus Dallatorre, 1879
- Aphodius nigripes Duftschmidt, 1805
- Aphodius nigripes Kriechbaumer, 1847
- Aphodius nigripes Stephens, 1830
- Aphodius nigripes Zetterstedt, 1828
- Aphodius rufus Dallatorre, 1879
- Aphodius squalidissimus Gistel, 1857

Autre synonyme : 
- Aphodius depressus Kugelann, 1792[2]